# Andrena kondarensis
Andrena kondarensis är en biart som beskrevs av Osytshnjuk 1982. Andrena kondarensis ingår i släktet sandbin, och familjen grävbin. Inga underarter finns listade i Catalogue of Life.